# CE Andratx
Club Esportiu Andratx is een Spaans voetbalteam gevestigd in Andratx, Mallorca, in de autonome gemeenschap van de Balearen . De club is opgericht in 1957 en het eerste team is actief in de Segunda Federación, het vierde niveau van het Spaanse voetbal. Daarnaast heeft de jeugdafdeling van de club een tiental verschillende teams. Het stadion van de club is het Camp Municipal de Sa Plana, het enige voetbalstadion in de stad Andratx sinds 1924.
De hoogste competitie waarin Andratx heeft gespeeld is de Segunda Federación. Daarnaast heeft de club 15 seizoenen aan de Tercera División en één aan de Tercera Federación deelgenomen. In totaal is Andratx vijf keer tot kampioen gekroond, de laatste keer in de Tercera Federación (2022-23).

## Geschiedenis

### Ontwikkeling van de naam
- Unión Deportiva Andraitx (1957-1967)
- Club Deportivo Andraitx (1967-1980)
- Club Deportivo Andratx (1980-1996)
- Club Esportiu Andratx (1996-heden)[5]

### Begin van voetbal in Andratx
Na de creatie van de eerste voetbalclubs op Mallorca (allen in Palma) tijdens de beginjaren van de 20e eeuw, werd in 1923 het eerste team uit Andratx opgericht: Juventud Andritxola FC, een club die hetzelfde jaar hernoemd zou worden tot CD Andraitx na met de lokale vereniging Juventud Andritxola gebroken te hebben. CD Andraitx was verantwoordelijk voor de bouw van het Camp Municipal de Sa Plana in 1924. De vereniging werd in 1930 opgeheven 
Later werden meer voetbalclubs in Andratx opgericht, waaronder Centre Recreatiu Cultural d'Andratx (1932), CD Huracán (rond 1940-41), CF Morralla (rond 1940-41) en Sociedad Deportiva Andratx (1941). Geen enkel team uit Andratx bereikte ooit de eerste divisie van het regionale Kampioenschap van Mallorca.

### Geboorte van CE Andratx

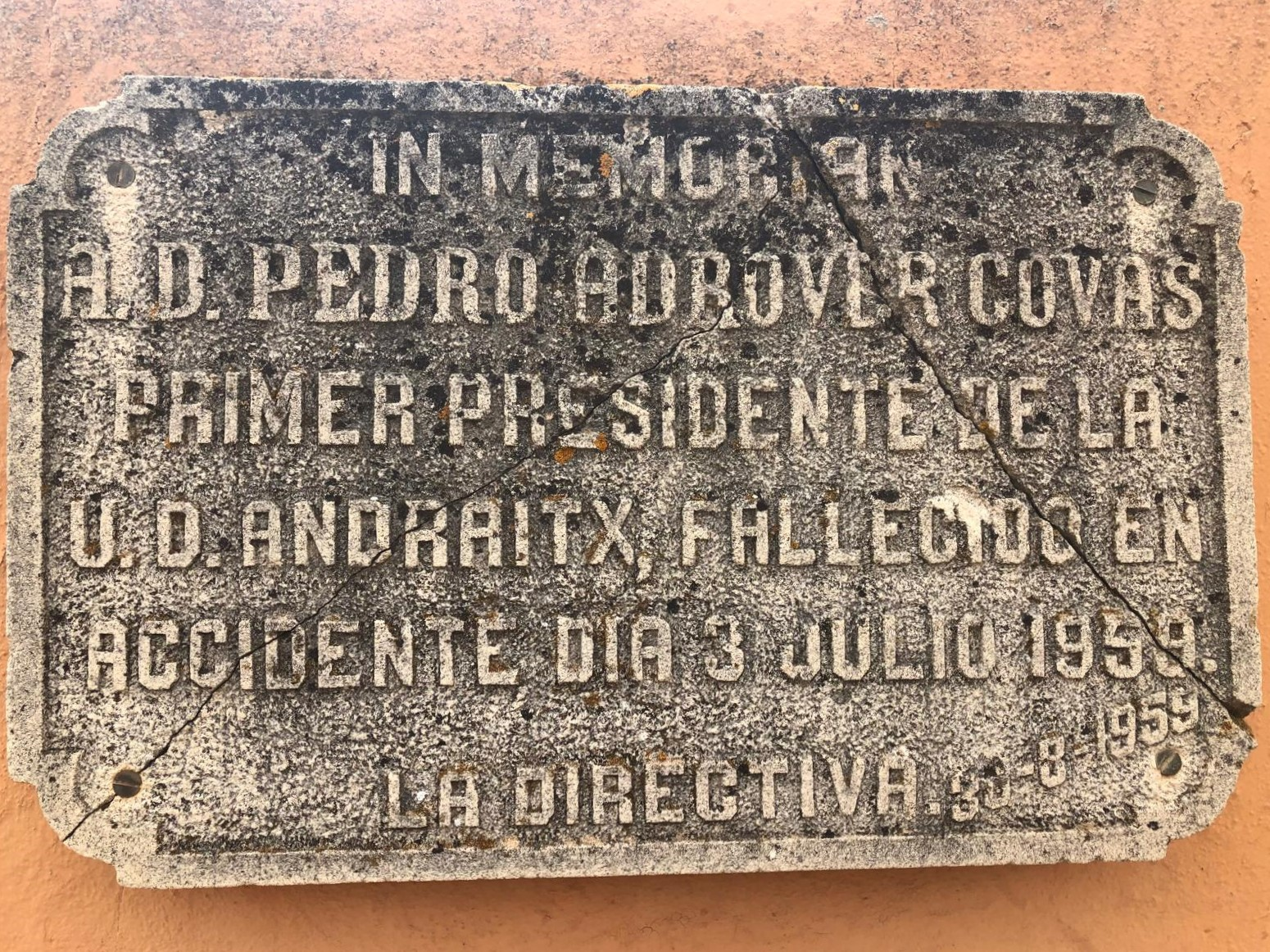
Gedenkplaat van de eerste president van CE Andratx in het Camp Municipal de Sa Plana

In de winter van 1957 werden in Andratx drie nieuwe voetbalclubs opgericht: Club Deportivo Andraitx, Club de Futbol S'Arracó (uit S'Arracó) en Club Morralla (uit Port d'Andratx). Deze teams besloten te fuseren tot één club, een club die sterker en representatiever voor Andratx zou moeten worden. Deze club werd op 1 juli 1957 opgericht onder de naam Unión Deportiva Andraitx.

### Rest van de 20e eeuw. Vier promoties naar de Tercera
Gedurende het grootste deel van de 20e eeuw speelde Andratx in regionale amateurdivisies. Ook speelde de club 10 seizoenen in de Tercera División verspreid over verschillende decennia, zonder ooit deel te nemen aan de play-offs voor promotie. Bovendien nam de club deel aan enkele edities van de Copa Uruguay, destijds een belangrijke lokale competitie.

### Jaren 2000 en 2010. Een klassieker van het voetbal op Mallorca

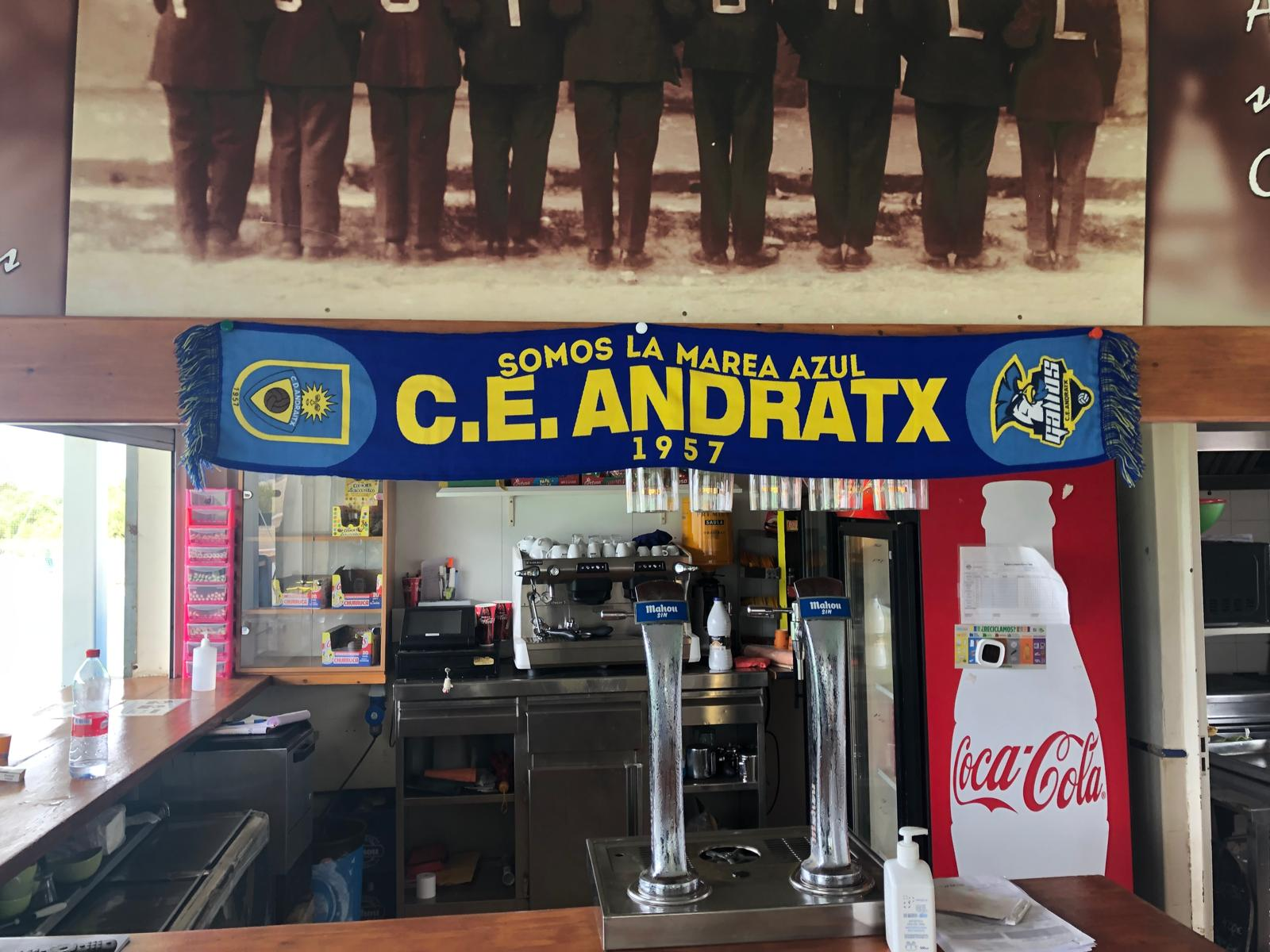
Bar van het Camp Municipal de Sa Plana

In de 21e eeuw kwam Andratx nog steeds vooral uit in de Regional Preferent, met uitzondering van een aantal seizoenen in de Tercera División. De dynamiek van de club veranderde met de promotie naar de Tercera in 2019, waarna Andratx de beste eindklassering tot nu toe zou behalen: 6e.

### Jaren 2020. De gloriejaren
In het seizoen 2020-21, sterk beïnvloed door de COVID-19-pandemie, behaalde Andratx nog een hogere eindplaats. Het team bemachtigde de tweede plaats, wat resulteerde in directe promotie naar de nieuwe Segunda Federación, een competitie die zou worden ingehuldigd met de aanwezigheid van Andratx.
In 2021-22 speelde Andratx voor het eerst in de clubgeschiedenis tegen teams van het Iberisch schiereiland in de reguliere competitie, na decennia van regionaal voetbal. Tijdens het grootste deel van het seizoen bezette de club plaatsen in de middenmoot, maar desondanks eindigde Andratx uiteindelijk op veertiende plaats en degradeerde naar de Tercera División.
Tijdens het seizoen 2022-23 debuteerde Andratx in de Tercera Federación (officieel een nieuwe competitie, maar wordt beschouwd als een voortzetting van de Tercera División). De club mikte op een snelle terugkeer naar de vierde categorie en bereikte dat doel door voor het eerst in de clubgeschiedenis tot kampioen van de Tercera te worden gekroond.
2023-24 begon op dezelfde manier als het seizoen van twee jaar ervoor, aangezien Andratx degradatie het grootste deel van het seizoen leek te vermijden, maar dit seizoen voltrok zich met een ander resultaat: de club eindigde op de twaalfde plaats en handhaafde zich zo.

#### Historische resultaten in de Copa del Rey
Andratx overwon tot tweemaal toe de eerste ronde van de Copa del Rey, prestaties waarmee de club landelijk in het nieuws kwam. In het seizoen 2021-22 schakelde de Balearische club de Asturische club Real Oviedo uit (2-1 in Andratx), een club die actief was in de Segunda División. Andratx werd echter in de tweede ronde verslagen door de Andalusische club Sevilla FC, actief in de Primera División, na strafschoppen (1-1, 5-6 na strafschoppen, in Andratx).
Twee seizoenen later, in 2023-24, plaatste Andratx zich opnieuw voor de tweede ronde, ditmaal door van de Aragonese club SD Tarazona te winnen (3-2, na verlenging, in Andratx). De club ging echter in de tweede ronde onderuit tegen de Baskische club Real Sociedad (0-1 in Andratx). Desondanks worden al deze wedstrijden beschouwd als een paar van de meest memorabele momenten in de geschiedenis van de club.

## Seizoen tot seizoen
| Seizoen | Niveau | Divisie    | Plaats | Copa del Rey |
| ------- | ------ | ---------- | ------ | ------------ |
| 1957–58 | 5      | 2ª Reg.    | 1e     |              |
| 1958–59 | 4      | 1ª Reg.    | 6e     |              |
| 1959–60 | 4      | 1ª Reg.    | 2e     |              |
| 1960–61 | 3      | 3ª         | 9e     |              |
| 1961–62 | 3      | 3ª         | 10e    |              |
| 1962–63 | 4      | 1ª Reg.    | 3e     |              |
| 1963–64 | 5      | 2ª Reg.    | 2e     |              |
| 1964–65 | 5      | 2ª Reg.    |        |              |
| 1965–66 | 4      | 1ª Reg.    | 3e     |              |
| 1966–67 | 4      | 1ª Reg.    | 6e     |              |
| 1967–68 | 4      | 1ª Reg.    | 3e     |              |
| 1968–69 | 4      | 1ª Reg.    | 10e    |              |
| 1969–70 | 4      | 1ª Reg.    | 13e    |              |
| 1970–71 | 4      | 1ª Reg.    | 5e     |              |
| 1971–72 | 4      | 1ª Reg.    | 10e    |              |
| 1972–73 | 5      | 1ª Reg.    | 8e     |              |
| 1973–74 | 5      | 1ª Reg.    | 4e     |              |
| 1974–75 | 5      | 1ª Reg.    | 4e     |              |
| 1975–76 | 5      | 1ª Reg.    | 1e     |              |
| 1976–77 | 4      | Reg. Pref. | 12e    |              |

| Seizoen | Niveau | Divisie    | Plaats | Copa del Rey |
| ------- | ------ | ---------- | ------ | ------------ |
| 1977–78 | 5      | Reg. Pref. | 7e     |              |
| 1978–79 | 5      | Reg. Pref. | 9e     |              |
| 1979–80 | 4      | 3ª         | 10e    |              |
| 1980–81 | 4      | 3ª         | 8e     |              |
| 1981–82 | 4      | 3ª         | 16e    |              |
| 1982–83 | 4      | 3ª         | 20e    |              |
| 1983–84 | 5      | Reg. Pref. | 2e     |              |
| 1984–85 | 5      | Reg. Pref. | 7e     |              |
| 1985–86 | 5      | Reg. Pref. | 7e     |              |
| 1986–87 | 5      | Reg. Pref. | 4e     |              |
| 1987–88 | 4      | 3ª         | 19e    |              |
| 1988–89 | 5      | Reg. Pref. | 19e    |              |
| 1989–90 | 6      | 1ª Reg.    | 3e     |              |
| 1990–91 | 5      | Reg. Pref. | 10e    |              |
| 1991–92 | 5      | Reg. Pref. | 8e     |              |
| 1992–93 | 5      | Reg. Pref. | 10e    |              |
| 1993–94 | 5      | Reg. Pref. | 16e    |              |
| 1994–95 | 5      | Reg. Pref. | 2e     |              |
| 1995–96 | 5      | Reg. Pref. | 3e     |              |
| 1996–97 | 4      | 3ª         | 16e    |              |

| Seizoen   | Niveau | Divisie    | Plaats | Copa del Rey |
| --------- | ------ | ---------- | ------ | ------------ |
| 1997–98   | 4      | 3ª         | 15e    |              |
| 1998–99   | 4      | 3ª         | 19e    |              |
| 1999–2000 | 5      | Reg. Pref. | 12e    |              |
| 2000–01   | 5      | Reg. Pref. | 13e    |              |
| 2001–02   | 5      | Reg. Pref. | 4e     |              |
| 2002–03   | 5      | Reg. Pref. | 3e     |              |
| 2003–04   | 5      | Reg. Pref. | 2e     |              |
| 2004–05   | 5      | Reg. Pref. | 8e     |              |
| 2005–06   | 5      | Reg. Pref. | 3e     |              |
| 2006–07   | 4      | 3ª         | 19e    |              |
| 2007–08   | 5      | Reg. Pref. | 4e     |              |
| 2008–09   | 4      | 3ª         | 20e    |              |
| 2009–10   | 5      | Reg. Pref. | 4e     |              |
| 2010–11   | 5      | Reg. Pref. | 3e     |              |
| 2011–12   | 5      | Reg. Pref. | 2e     |              |
| 2012–13   | 4      | 3ª         | 17e    |              |
| 2013–14   | 5      | Reg. Pref. | 1e     |              |
| 2014–15   | 5      | Reg. Pref. | 6e     |              |
| 2015–16   | 5      | Reg. Pref. | 5e     |              |
| 2016–17   | 5      | Reg. Pref. | 16e    |              |

| Seizoen | Niveau | Divisie    | Plaats | Copa del Rey |
| ------- | ------ | ---------- | ------ | ------------ |
| 2017–18 | 5      | Reg. Pref. | 4e     |              |
| 2018–19 | 5      | Reg. Pref. | 1e     |              |
| 2019–20 | 4      | 3ª         | 6      | Voorronde    |
| 2020–21 | 4      | 3ª         | 2e     |              |
| 2021–22 | 4      | 2ª RFEF    | 14e    | Tweede ronde |
| 2022–23 | 5      | 3ª Fed.    | 1e     |              |
| 2023–24 | 4      | 2ª Fed.    | 12e    | Tweede ronde |

- 2 seizoenen in de Segunda Federación
- 15 seizoenen in de Tercera División
- 1 seizoen in de Tercera Federación

## Stadion

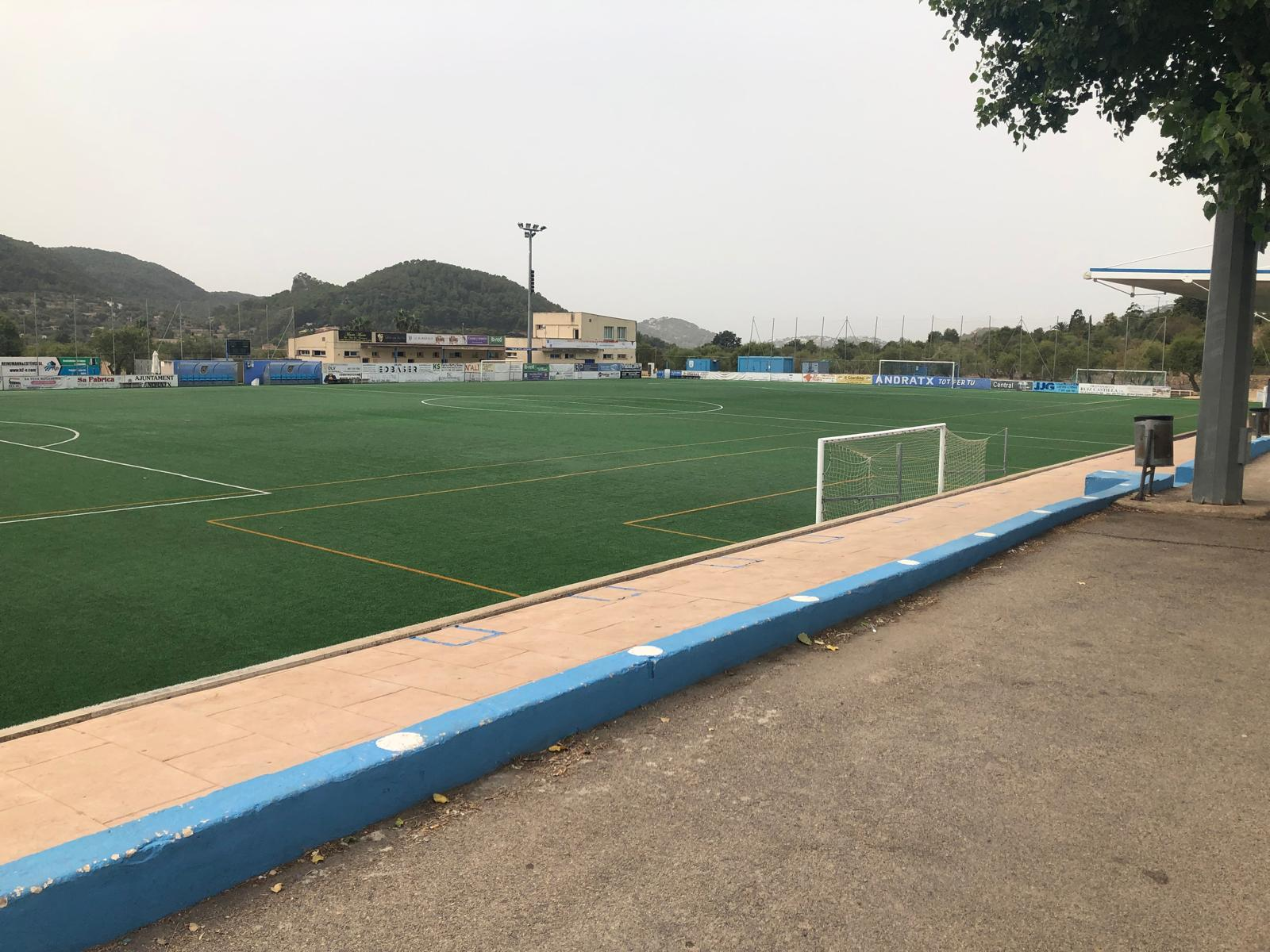
Camp Municipal de Sa Plana

Andratx speelt alle thuiswedstrijden in het Camp Municipal de Sa Plana, geopend in 1924, het enige stadion in Andratx. Het heeft een capaciteit voor 600 toeschouwers en kunstgras, en de afmetingen zijn 100x63.

## Oud-spelers
- Rubén Nova
- Lucas Aveldaño
- Kevin García
- José Luis Rondo
- James Davis
- Marc Jiménez
- Nicolás Ovalle Raffo
- Carlos Sánchez